# Komplex derivált
A komplex differenciálhatóság a valós-valós függvények deriválhatóság-fogalmának komplex általánosítása. Az f komplex függvényről tegyük fel, hogy értelmezve van a z0 komplex szám egy nyílt környezetében. Akkor mondjuk, hogy f komplex értelemben differenciálható a z0-ban, la létezik és egy komplex számmal egyenlő a következő határérték:
{\displaystyle f'(z_{0})=\lim _{z\to z_{0}}{\frac {f(z)-f(z_{0})}{z-z_{0}}}}
Ebben az esetben az {\displaystyle f} '{\displaystyle (z_{0})} számot a függvény {\displaystyle z_{0}}-beli komplex deriváltjának nevezzük. A mindenhol értelmezett és mindenhol komplex differenciálható függvényeket holomorf függvényeknek nevezzük. A komplex analízis legjelentősebb eredménye, hogy a holomorf függvények végtelenszer komplex differenciálhatóak, sőt analitikusak, azaz minden pont egy környezetében a függvény előáll Taylor-sor formájában.

## Szükséges és elégséges feltételek
Egy f = u + iv komplex függvény legyen értelmezve a z = x + i y szám egy környezetében. f akkor és csak akkor differenciálható komplex módon a z pontban, ha
1. f totálisan differenciálható az (x,y) pontban mint kétváltozós függvény és
2. az u, v komponensfüggvények teljesítik a Cauchy–Riemann-egyenleteket az (x,y) pontban.
Riemann megmutatta, hogy a komplex derivált létezéséhez elegendő ellenőrizni, hogy a függvény az adott pontban teljesíti-e a Cauchy–Riemann-egyenleteket és a parciális deriváltak folytonosak az adott pontban. Ennél azonban kevesebbet is elég vizsgálni. Looman tétele szerint ha a függvény folytonos és fennállnak rá a Cauchy–Riemann-egyenletek, a függvény már akkor is komplex deriválható.

## Példák
1. Az f(z)= zn komplex hatványfüggvény differenciálhatósága ugyanúgy igazolható (például a binomiális tétel felhasználásával), mint a valós hatványfüggvényé: 
{\displaystyle f'(z)=\lim \limits _{h\to 0}{\frac {(z+h)^{n}-z^{n}}{h}}=\lim \limits _{h\to 0}{\frac {-z^{n}+\sum \limits _{k=0}^{n}{n \choose k}z^{n-k}\cdot h^{k}}{h}}=}
{\displaystyle =\lim \limits _{h\to 0}{\frac {-z^{n}+z^{n}+nz^{n-1}h+h^{2}\sum \limits _{k=2}^{n}{n \choose k}z^{n-k}\cdot h^{k-2}}{h}}=}
{\displaystyle =\lim \limits _{h\to 0}nz^{n-1}+h\sum \limits _{k=2}^{n}{n \choose k}z^{n-k}\cdot h^{k-2}=nz^{n-1}}
hiszen rögzített z-re g(h) = {\displaystyle \sum _{k=2}^{n}{n \choose k}z^{n-k}\cdot h^{k-2}} például |h| < 1 esetén korlátos, h{\displaystyle \cdot }g(h) pedig h {\displaystyle \to } 0 esetén „korlátos szor nullához tartó”, azaz 0-hoz tart.
2. Az {\displaystyle f(z)={\frac {1}{z}}} reciprok függvény ugyanúgy differenciálható (z ≠ 0) esetben, mint a valós reciprok.